# Alexander von Hübner (Diplomat)

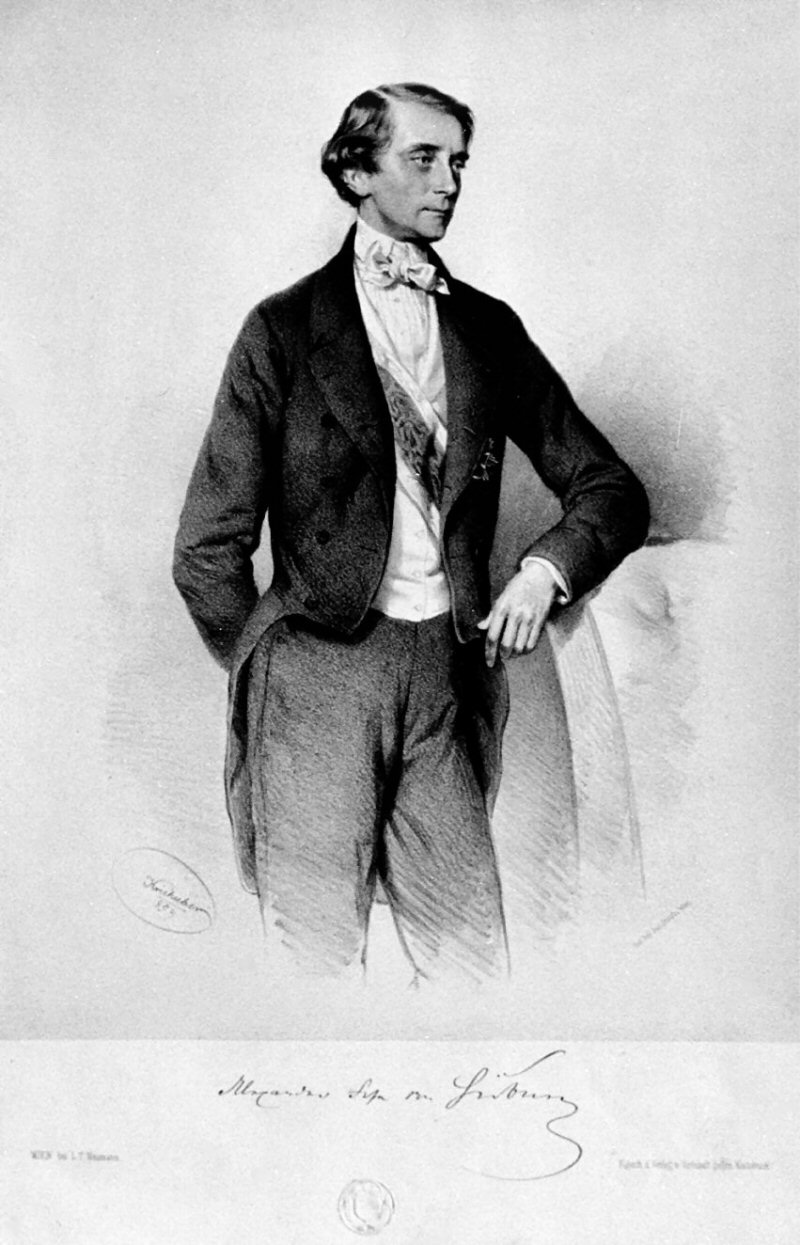
Alexander Graf Hübner, Lithographie von Joseph Kriehuber 1859

Alexander Graf von Hübner (auch Joseph Alexander bzw. Josef Alexander Graf von Hübner, geboren als Josef Hafenbredl, auch Josef Hafenbrädl; * 26. November 1811 in Wien; † 30. Juli 1892 in Wien) war ein österreichischer Diplomat.

## Leben
Hübner hieß bei seiner Geburt Josef Hafenbredl und war das uneheliche Kind Metternichs mit Anna Elisabeth Hafenbrädl (geborene Hübner, 1787–1862), der Nichte des k. k. Hof-Glashändlers Rohrweck, die dieser in sein Haus aufgenommen hatte.
Bereits 1830 von Metternich in geheimer Mission nach Italien gesandt, erhielt er 1833 die Genehmigung, sich Alexander Hübner zu nennen, und wurde in Metternichs Staatskanzlei beschäftigt. 1837 ging er als Gesandtschaftssekretär nach Paris, 1841 nach Lissabon und wurde 1844 Generalkonsul in Leipzig. 1848 befindet er sich in Mailand und wird dort im Laufe der Revolution als Geisel gefangengehalten. Noch im gleichen Jahr begleitete er die kaiserliche Familie nach Olmütz und bereitete dort die Staatsakten für die Abdankung Kaiser Ferdinands vor. Von 1849 bis 1859 war er Gesandter in Paris und nahm dort als österreichischer Bevollmächtigter an den Verhandlungen zum Pariser Frieden zur Beendigung des Krimkrieges teil. 1854 erhielt er den Freiherrenstand. 

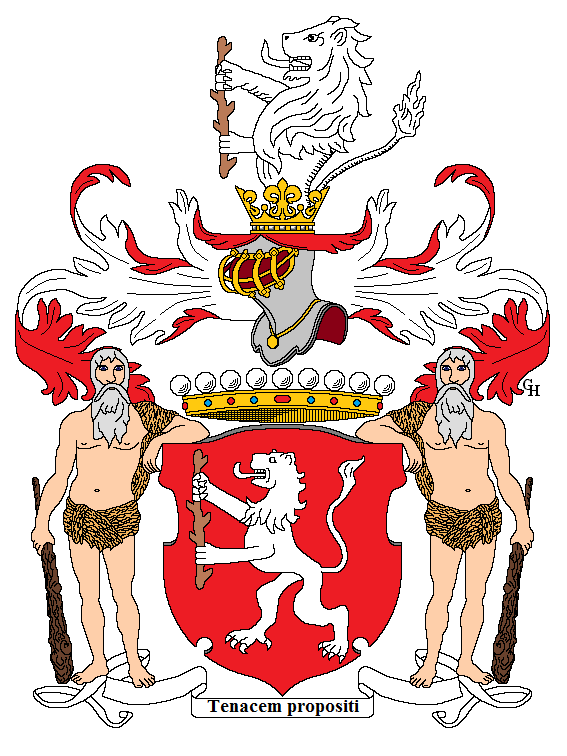
Grafenstandswappen Hübners, 1888

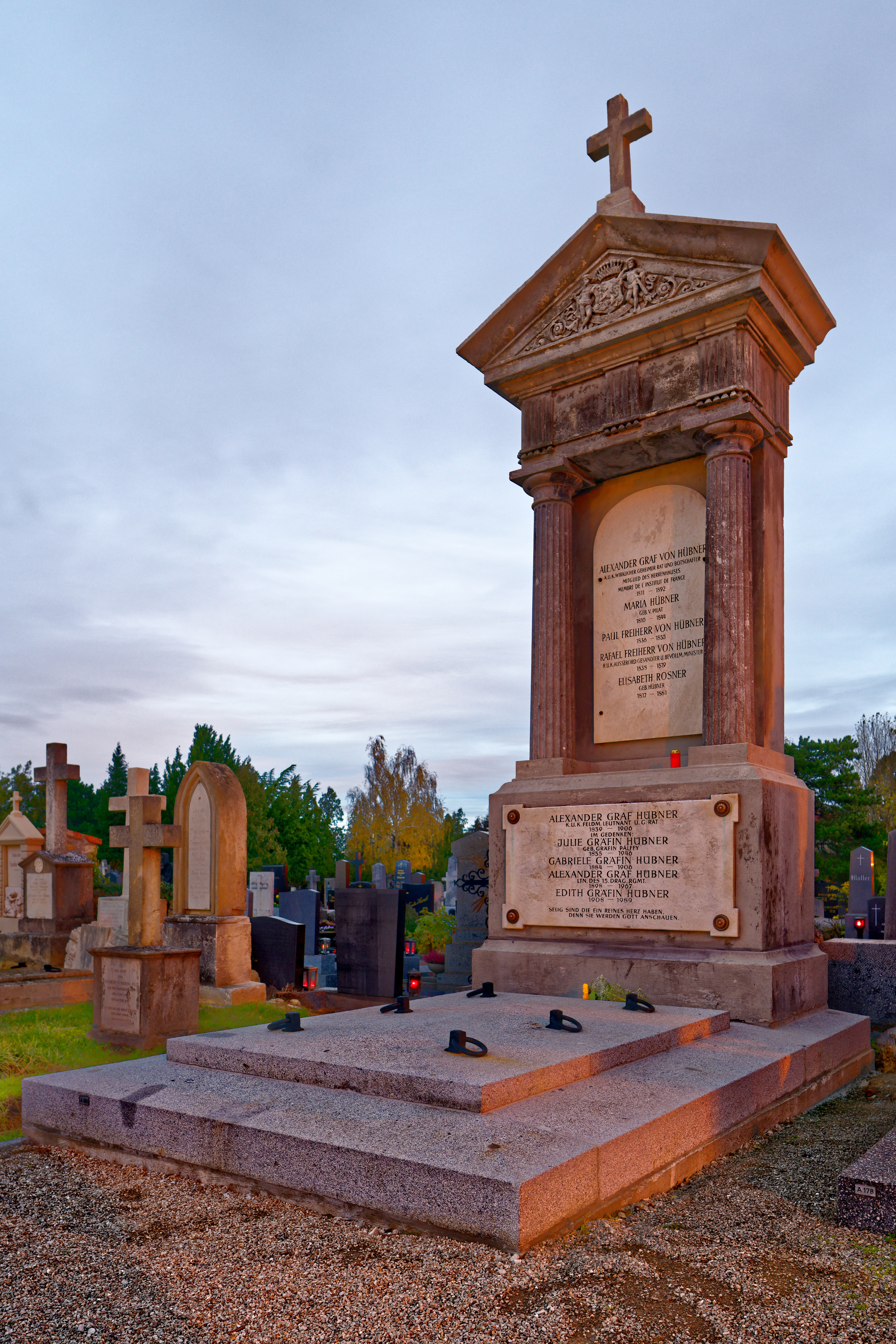
Familiengrab auf dem Romantikerfriedhof Maria Enzersdorf

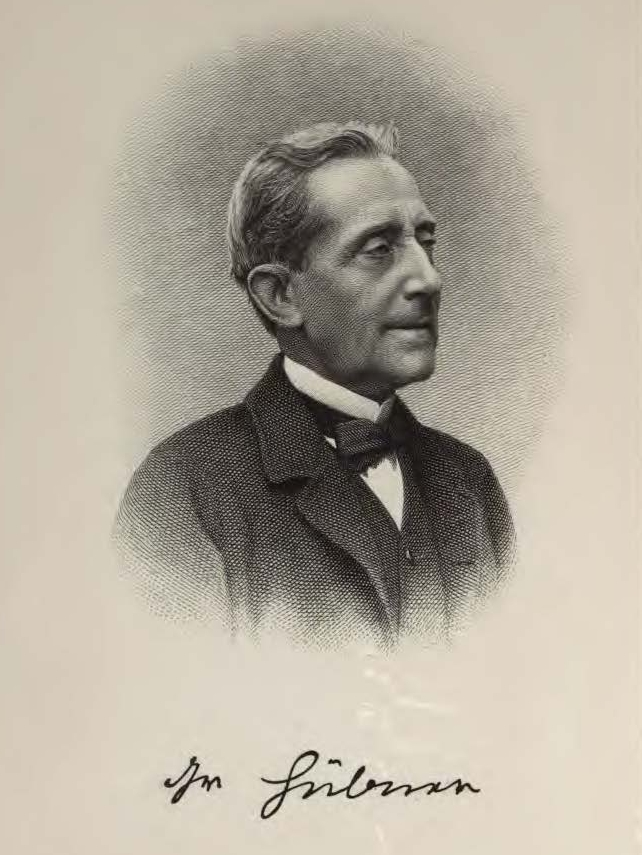
Porträt von Alexander Graf von Hübner, aus seinem Reisebericht »Ein Spaziergang um die Welt«, 1891. Stahlstich von Rudolf Cronau

1859 wurde Hübner Polizeiminister in Wien, von 1865 bis 1868 war er österreichischer Botschafter in Rom. 1879 wurde er Mitglied des Herrenhauses als Vertreter der klerikal-konservativen Partei. 1888 wurde er in den Stand eines Grafen erhoben, Träger der Großkreuze des Leopold-Ordens und des Ordens der Eisernen Krone.
Er war einer der bedeutendsten konservativen Staatsmänner der Monarchie. Auch literarischen Arbeiten hat er sich mit Erfolg gewidmet.
Begraben ist Hübner, wie seine Gattin und zwei seiner Söhne, in einem Familiengrab auf dem Romantikerfriedhof Maria Enzersdorf.  

## Familie
Hübner war seit 1834 mit der jüngsten Tochter des Publizisten Joseph Anton von Pilat, Maria, geb. von Pilat (1810–1844) verheiratet, mit der er mehrere Kinder hatte: 
- Melanie Elisabeth Marie Josepha (1834–1908), verheiratet mit Graf Léon Nau de Maupassant
- Paul Freiherr von Hübner (1836–1855)
- Elisabeth Marie Franzisca (1837–1914) war mit Marquis Jacques de Marliave verheiratet
- Rafael Freiherr von Hübner (1838–1879), ebenfalls als Diplomat tätig.
- Alexander Karl Joseph Graf von Hübner (1839–1906), welcher 1904 die Erinnerungen seines Vaters aus dem Nachlass herausgab, österreichischer Feldmarschallleutnant, verheiratet mit Julie Jacqueline, geb. Pálffy von Erdőd.
- Eleonore Alfonsine Hermine (1840–1925) war mit Graf John O’Byrne verheiratet, deren gemeinsamer Sohn Patrick O’Byrne ein irisch-republikanischer Politiker und Abgeordneter des 2. Dáil war.

## Schriften
- Sixte-quint. D’après des correspondances diplomatiques inédites. Paris 1870 (über Papst Sixtus V.)
- Promenade autour du monde. Paris 1872
- Ein Spaziergang um die Welt. 3 Bände, Weigel, Leipzig 1874
- Durch das britische Reich. Paris 1883/84
- Ein Jahr meines Lebens 1848–1849.
- Neun Jahre der Erinnerung eines österreichischen Botschafters in Paris unter dem zweiten Kaiserreich 1851-1859. Berlin 1904 (aus dem Nachlass erschienen).